# کالوالا

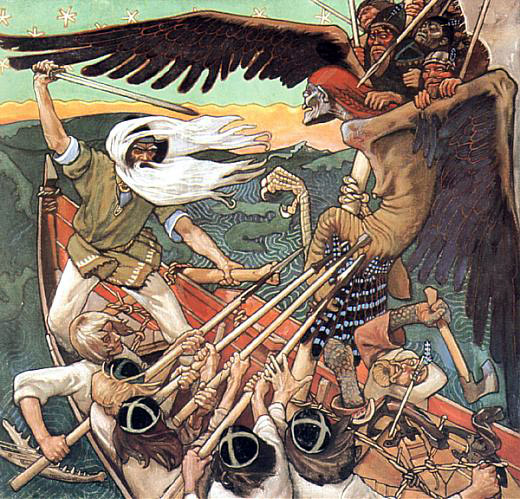
«دفاع از سامپو»، نگاره‌ای از آکسلی گالن-کاللا، نقاش فنلاندی در سال ۱۸۹۵.

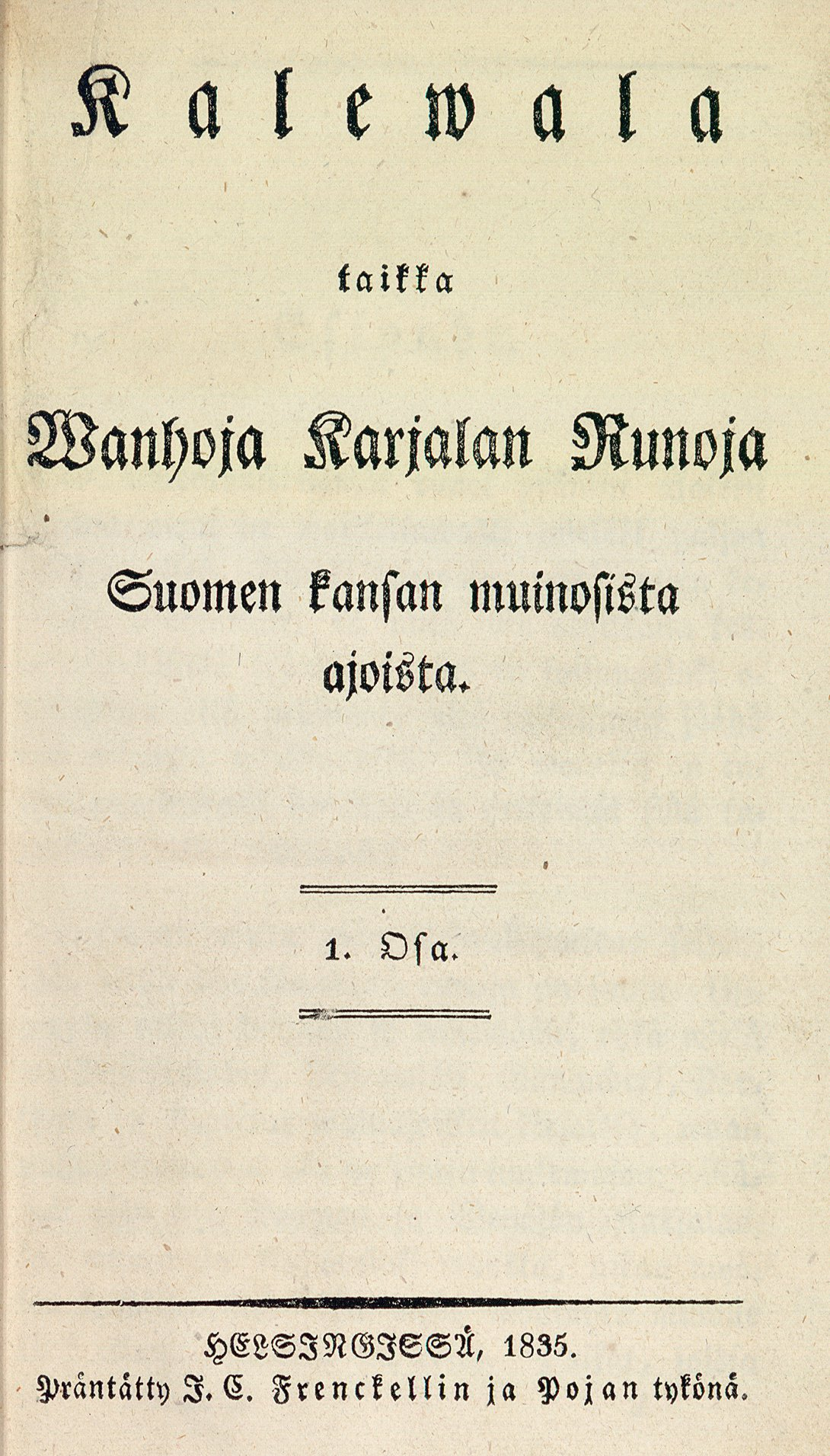

کالوالا یا کالوالا (به فنلاندی: Kalevala) منظومه‌ای است حماسی، بلند و پیوسته به زبان فنلاندی که منبع اصلی اسطوره‌ها و اثر ملی کشور فنلاند به‌شمار می‌آید.
این کتاب شعر، گردآورده‌ای است از فولکلور سدهٔ نوزدهم مردم فنلاندی و کاریالا که توسط دانشمند فنلاندی، الیاس لونروت گردآوری شده است. حماسه مزبور حماسه ملی فنلاند است که به نحو گسترده‌ای از روی فرهنگ موثق عامه، و همچنین از سوی مردم قوم کارلیا و دیگر گویشوران زبان‌های بالتیک-فنلاندی ارج‌گذاری می‌شود. وجود داشتن این اثر را یکی از عوامل الهام‌بخش برای بیداری ملی مردم فنلاند می‌دانند که سرانجام باعث استقلال فنلاند از روسیه در سال ۱۹۱۷ شد.
نام کالوالا به معنای «سرزمین کالِوا» است و این کتاب ۲۲٬۷۹۵ بیت دارد که در پنجاه گفتار بخش شده است.
حماسهٔ کالوالا ستیز بین کالوالا، سرزمین قهرمانان، و سرزمین تاریک یا نواحی یخبندان شمالی را وصف می‌کند. شخصیت اصلی کالوالا قهرمانی غیرمعمول، یعنی پیرمردی با عزم راسخ و عطیهٔ موسیقی استثنایی است. این اثر داستان آفرینش و اعمال قهرمانان گوناگونی چون وینه موینن است و با وصف انتظار آمدن پادشاهان میرا و تأسیس یک کشور مستقل فنلاندی به پایان می‌رسد. به‌طور کلی کالوالا فراوردهٔ تخیلی مؤلف آن است، که از الگوهای کلاسیک بهره گرفت تا روایت خام و شفاهی را با آرایه‌های زیبا به اثر ادبی بدل کند. بدین‌گونه، کالوالا میراث فرهنگ عامهٔ اروپا را در عصر کافرکیشی تصویر می‌کند، اما تصویری قابل اتکا مربوط به باورهای فینو-اوگری، فینو-اوگری پیش از عصر مسیحی نیست. این‌ها بر اعمال باستانی آیین شمنی اهالی سیبری متمرکز است و تنها به‌طور غیرمستقیم در جهان نمادین کالوالا قابل تشخیص است.
این داستان با هوا یا همان «ایلما» شروع می‌شود که قبل از آغاز زمان وجود داشته است. او دختری به‌نام «ایلماتار» داشت که همیشه میان ابرها سرگردان می‌گشت. او بعد از سال‌ها، به اقیانوس افتاد.
ایلماتار هفتصد سال در آب شناور بود. او بدون اینکه باخبر شود از آب دریا باردار شد. این بارداری آن‌چنان طولانی شد که فرزندش «وینه موینن» زمانی که هنوز در رحمش بود، پیر شده بود. وینه موینن بعد از تولد به آن سوی آب‌ها شنا کرد تا اینکه به سرزمینی رسید که قرار بود فنلاند شود. او در آن سرزمین خانه‌ای ساخت. مدتی بعد مردی به‌نام «یوکاهاینن» او را به چالش خواند، اما وینه موینن که جادوگر و نوازندهٔ ماهری بود، این مرد را در مسابقه شکست داد و به‌جای پاداش پیروزی، قرار شد با خواهر او، «آینو» ازدواج کند. اما آینو نمی‌خواست با یک پیرمرد ازدواج کند و بنابراین ترجیح داد خود را غرق کند. بعد از این اتفاق، وینه موینن تصمیم گرفت که به پوهیولا یا نورث‌لند برود و در آنجا همسری برای خود بیابد.
سفر به نورث‌لند طولانی و پرزحمت بود؛ اما سرانجام وینه موینن به آنجا رسید و حاکم آن، «لوهی» را ملاقات کرد. لوهی با قدرت‌های جادویی‌اش، از جمله توانایی پرواز، حاکم نورث‌لند و شخصیتی ترسناک بود. لوهی به وینه موینن وعدهٔ ازدواج با دخترش را داد؛ در صورتی که وینه موینن بتواند یک «سامپو» بسازد. سامپو آسیابی جادویی است که نمک و آرد و طلا تولید می‌کند. با وجود اینکه ساخت چنین ابزاری بسیار دشوار بود، وینه موینن با این درخواست موافقت کرد. او در راه، دختر لوهی، دوشیزه‌ی «نورث» را دید و از او خواست که بدون ساخت سامپو با وی ازدواج کند. دوشیزه‌ی نورث با درخواست او موافقت کرد؛ با این شرط که او چند کار دشوارتر را انجام دهد، از جمله کندن پوست یک سنگ، گره زدن یک تخم‌مرغ، بریدن مو با چاقویی کُند و درست کردن یک قایق از تریشه های ماکوی نخ ریسی. وینه موینن بعد از شنیدن این شرط‌ها، پریشان شده و خویشاوند خود «ایلمارینن» که آهنگری چیره دست بود، را برای ساختن سامپو به پوهیولا روانه کرد. ایلمارینن سامپو را پس از چند بار تلاش ساخت. سپس لوهی از او خواست چند کار دیگر انجام دهد، از جمله شخم زدن زمینی پر از افعی. او بعد از موفق شدن در این موضوع اجازه یافت با دختر لوهی ازدواج کند؛ اما وینه موینن فراموش کرده بود که فقط سازندهٔ سامپو اجازهٔ ازدواج با دوشیزه‌ی نورث را دارد. پس او بار دیگر در عشق ناکام و مأیوس شد.
زندگی مشترک ایلمارینن و دختر لوهی دوام چندانی نداشت. دوشیزه‌ی نورث خیلی زود بعد از ازدواج کشته شد؛ زیرا او با جادوگری به‌نام «کوللروو» بدرفتاری کرده بود. ایلمارینن می‌خواست با دختر دیگر لوهی ازدواج کند، اما لوهی موافقت نکرد. ایلمارینن به فنلاند بازگشت و مردم نورث‌لند سامپو را نگه داشتند. وینه موینن و ایلمارینن تصور می‌کردند باقی گذاشتن سامپو در نورث‌لند و تولید ثروت از آن برای لوهی و مردمش، منصفانه نیست. آن‌ها همچنین از اینکه نتوانسته بودند همسری در نورث‌لند بیابند، خشمگین بودند. پس تصمیم گرفتند با دزدیدن و برگرداندن سامپو، رفاه و سعادت را برای سرزمین اصلی خود به‌دست آورند.
آن دو برای رفتن به نورث‌لند راهی دریا شدند و لمین‌کینن ماجراجو و نیرنگ‌باز را هم با خود بردند. زمانی لمین‌کینن برای خواستگاری یکی از دخترهای لوهی به پوهیولا (نورث‌لند) رفته بود و در آنجا وظایفی به او محول شده بود تا انجام دهد. یکی از این وظایف کشتن قویی در قلمرو «تونلا» در دنیای زیرین بود. لمین‌کینن در آنجا کشته شد؛ اما مادرش او را به زندگی بازگرداند. حالا او در پی انتقام گرفتن از لوهی بود. این سه قهرمان در طی سفر دریایی‌شان، ماهی‌ای گرفتند که وینه موینن از استخوان پشت آن یک کانتله ساخت. کانتله شبیه‌به سنتور بود و صدایی جادویی پخش می‌کرد. این ساز شنوندگان را طلسم کرده و آن‌ها را به خواب می‌برد. زمانی که آن‌ها به نورث‌لند رسیدند، وینه موینن با کانتله آهنگی را نواخت که لوهی و همراهانش را به خواب عمیقی برد. سپس آن‌ها سامپو را برداشته و سفر دریایی خود را به‌سوی خانه آغاز کردند.
در همین زمان، لمین‌کینن آوازی با صدای بلند خواند و این آواز فاتحانه، لوهی و مردمش را بیدار کرد. لوهی خشمگین، طوفان‌هایی را فرستاد تا قایق آن‌ها را در هم شکند و خود نیز به‌صورت یک هیولای پرندهٔ شکاری درآمد و آن‌ها را تعقیب کرد. وینه موینن و همراهانش مجبور بودند تا با لوهی بسیار خشمگین که در شکل پرنده‌ای غول‌پیکر آن‌ها را تعقیب می‌کرد، بجنگند. در این همهمه سامپو شکست و تکه‌تکه شد و برخی از این تکه‌ها به قعر دریا فرورفت. وینه موینن قطعات باقی‌مانده را جمع کرد. فنلاندی ها فهمیدند که آن‌ها هرگز قادر نخواهند بود تا آن را دوباره بسازند؛ اما احساس می‌کردند شاید این قطعات جادویی هم بتواند برای کشور آن‌ها رفاه و سعادت بیاورد. وینه موینن این قطعات را به مردم فنلاند واگذار کرد. وینه موینن بسیار پیر شده بود و قدرتش رو به زوال می‌رفت. سرانجام او سوار بر قایق شد و از فنلاند رفت. اما گفته می‌شود که اگر مردمش به او نیاز داشته باشند، دوباره بازمی‌گردد. شعری می‌گوید که وینه موینن آخرین سفر خود را در قایقی به‌سوی پرتوی آفتاب انجام داد. پرتو آفتاب باید نوعی سرزمین در میان آسمان و زمین باشد که روزی از آن برمی‌گردد.

## ایزدان حماسهٔ کاله‌والا
دین فینو-اوگری بر پایهٔ زنده‌پنداری استوار بود و به شکل موثق‌تر، بیشتر به عنوان پرستش طبیعت تلقی می‌شد تا به صورت اعتقاد به ایزدستانی ساختارمند و سلسله مراتبی. به هر حال، در سوگواری‌ها و افسون‌های بازمانده شمنی مشاهده می‌شود که الیاس لونروت آن‌ها را به یک حماسهٔ فنلاندی با ایزدان آسمانی، خدایان زمینی و آبی، و ارواح جهان زیرزمینی تبدیل کرده است. در بین آن‌ها، ایزد برتر آسمان یومالا است، خدای جنگل تاپیو خزه‌پوش فراخوانده می‌شد تا ضمانت بخش یک شکار موفقیت‌آمیز باشد و  آهتی ایزد اصلی آب، در یک غار زیردریا به سر می‌برد.

## ترجمه‌ها به فارسی

### خدیور محسنی و امیریاراحمدی
حماسهٔ کالوالا در سال ۱۳۷۷ خورشیدی توسط مرسده خدیور محسنی، و محمود امیریاراحمدی به‌طور کامل و مستقیماً از زبان فنلاندی به فارسی ترجمه شده است.
این کتاب اولین بار در سال ۱۳۷۷ تحت عنوان کالوالا (اشعار کهن کاریالا دربارهٔ مردمان باستانی فنلاند) در تهران به چاپ رسید. انتشار ویرایش دوم آن در سال ۲۰۲۲ در هلسینکی فنلاند از سوی کالوالاسئورا (Kalevalaseura) انجام شد (شابک: ۹۷۸-۹۵۲-۸۰-۴۷۵۷-۵).
مترجمان این نسخه در پیشگفتار فارسی چاپ دوم نوشته‌اند: «در چاپ نخست کتاب که در سال ۱۳۷۷ خورشیدی توسط انتشارات گندم در تهران انتشار یافت، بی دقتی در حروفچینی به تعدادی بیشمار اشتباهات نوشتاری و جاافتادگی‌های متنی منجر گشت. متأسفانه به دلایلی چند این امر از دید مترجمین دور ماند و کتاب به همان صورت از زیر چاپ بیرون آمد رفع نادرستی‌های یادبرده بهانه‌ای شد تا تمامی متن فارسی مورد تجدید نظر قرار گیرد و مجموع سال‌هایی را که صرف ترجمهٔ کالوالا شده است به بیش از شش برساند.»
در این ترجمه، شمار بسیار فراوانی واژگان ناب فارسی به‌کار رفته که همانند بسیاری نوشتارهای دیگر ادبی نیاز به فرهنگ های واژگان فارسی دارد. مترجمان در مورد در پیش گرفتن چنین روشی، در پیشگفتار انگلیسیِ ترجمه خود از کالوالا نوشته‌اند که این ترجمه «با وفاداری به متن اصلی و پرهیز از هرگونه تفسیر شخصی، با استفاده از واژگان ناب فارسی در سنت لونروت و فردوسی برای پالایش زبان انجام شده است.»
در ادامه این پیشگفتار انگلیسی هم آمده است که در این ترجمه، کوشش بر این بوده است: «حفظ روند شاعرانه کتاب، بیت به بیت و کلمه به کلمه بر اساس وزن کالوالا تا حد امکان و همچنین شعر معاصر ایرانی در سبکی آزاد و تا حدودی شخصی؛ تلاش برای حفظ تعداد کلمات در هر بیت برابر با کالوالا؛ استفاده از افعال و اسامی دقیق در برابر فنلاندی؛ تا حد امکان، ردیف کردن کلماتی که با یک حرف شروع می‌شوند.» در پایان نیز نوشته شده است که «به نظر ما، ما موفق شدیم کالوالا را بدون فارسی‌سازی کتاب به فارسی تبدیل کنیم و آن را با دقت و صداقت ترجمه کنیم.»

### باغبانی
کالوالا در ترجمه‌ای دیگر به فارسی از سوی کیامرث باغبانی تحت عنوان «افسانه‌های کالوالا (برای نوجوانان) به صورت مستقیم از فنلاندی به فارسی برگردانده شده و در پاییز ۱۳۹۰ (۲۰۱۱) در فنلاند به چاپ رسیده است.
مترجم این کتاب، در پیشگفتار ترجمه خود نوشته است: «من در سال ۱۹۹۵، بخش بزرگی از کتاب کالوالا را به فارسی برگرداندن، ولی به دلایلی ادامه کار تا چند سال پیش متوقف ماند. اخیراً بر آن شدم که افسانه‌های این کتاب را در قالب نثری ساده و به شکلی جدید، برای فارسی‌زبانان منتشر کنم.»